# Metzer Hoftag (1356/57)

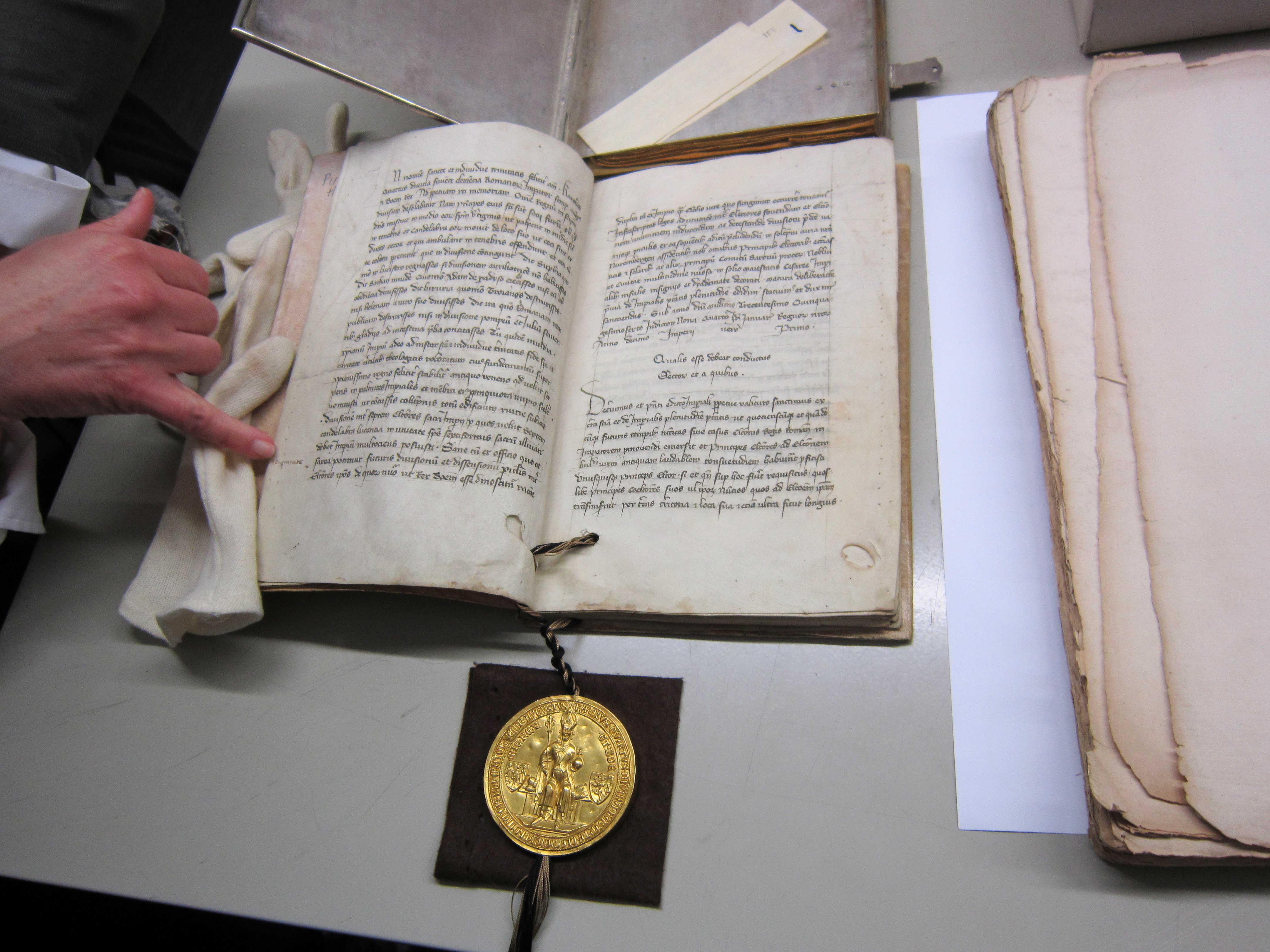
Goldene Bulle von Karl IV.

Der Metzer Hoftag 1356/1357 war ein zentrales Ereignis im Zuge der Formulierung und Verkündung der Goldenen Bulle durch Kaiser Karl IV.

## Vorgeschichte
Durch Karl IV. hatte das Heilige Römische Reich zum ersten Mal seit einhundert Jahren einen legitimen römischen Kaiser. Hatte sich Karls Vorgänger, Ludwig der Bayer, zuvor noch gegen den Willen des Papstes zum Kaiser krönen lassen, und somit eine ständige Auseinandersetzung mit der Kurie provoziert, wurde Karl IV. 1355 mit Zustimmung des Papstes in Rom zum Kaiser gekrönt. Beeinflusst durch die Auseinandersetzungen Ludwig IV., Karls Vorgänger, mit Friedrich dem Schönen um das Königtum war es Karls Anliegen eine einheitliche Regelung der Königswahl und ein verbindliches Nachfolgegesetz zu verankern. Der erste Teil der Goldenen Bulle, bekannt als Nürnberger Gesetzbuch, wurde auf dem Nürnberger Hoftag am 10. Januar 1356 verkündet. Bereits im Nürnberger Text wurde Metz als nächster Versammlungsort der Fürsten festgelegt. Die Bezeichnung als Hoftag geht aus dem lateinischen Originaltext hervor, in dem von curia die Rede ist.

## Metz im 14. Jahrhundert

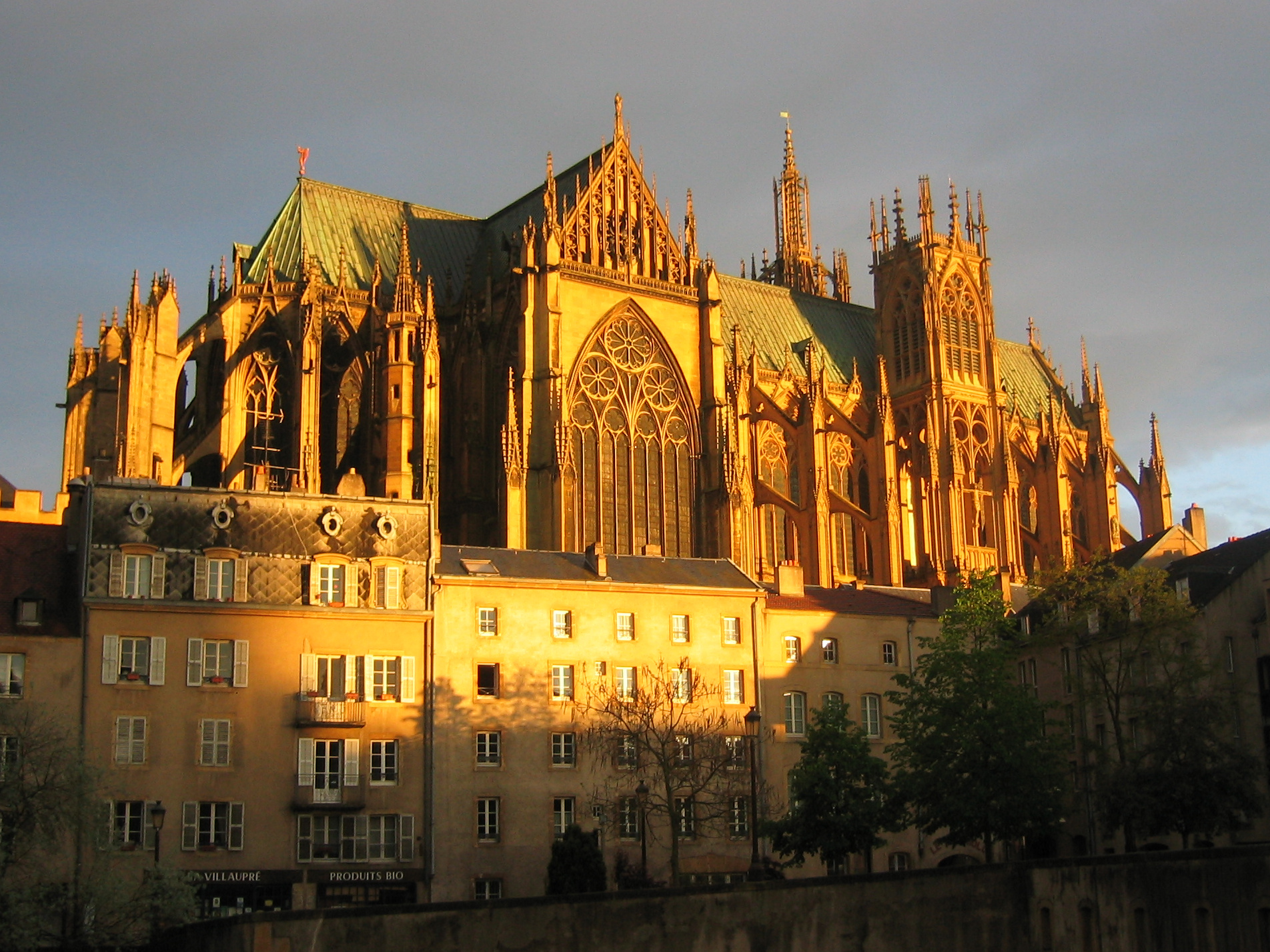
Metzer Dom

Obwohl Frankfurt, Aachen und Nürnberg als die zentralen politischen Städte des spätmittelalterlichen Heiligen Römischen Reichs gelten, fiel die Wahl Karls IV. auf Metz als Ort der Beratung und Verkündung des zweiten Teils der Goldenen Bulle. Bereits der Zeitzeuge und Prager Chronist Benesch von Weitmühl bezeichnet die Ortswahl als ungewöhnlich aufgrund der geografischen Randlage und mangelnder Tradition als Königsort. Für die Reichspolitik Karls IV. spielte Metz im frühen 14. Jahrhundert jedoch eine bedeutende Rolle.
Metz war nicht nur eine der bevölkerungsreichsten Städte im nordalpinen Reich, sondern auch das führende regionale Handelszentrum im mittleren Moselgebiet. Die vorliegende Infrastruktur schuf die Voraussetzung, einen Hoftag mit großer Teilnehmerzahl durchzuführen. Zusätzlich war Metz seit dem 13. Jahrhundert eine freie Stadt und Karl IV. somit keinem Bischof Rechenschaft schuldig. Außerdem lag Metz im Zentrum der luxemburgischen Territorialpolitik, was gerade für den aus dem Geschlecht der Luxemburger abstammenden Kaiser von großer Bedeutung war. Die Verbindung Karls IV. zur Stadt Metz wird in den Prosatexten Jacques d'Esch deutlich; seine Metzer Chronik gilt als eine bedeutende Quelle der Beziehung des Kaisers zur Stadt.

## Ablauf

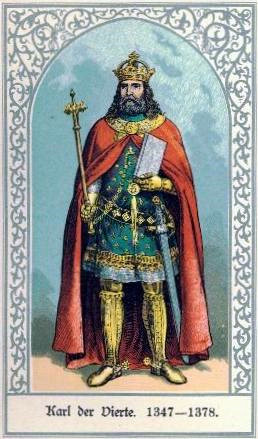
Kaiser Karl IV

Wegen außenpolitischer Konflikte konnte der Hoftag, welcher eigentlich bereits vier Wochen nach Ostern stattfinden sollte, erst im Dezember 1356 eröffnet werden. Eine offizielle Eröffnung oder Schließung des Hoftags ist nicht bekannt. Hergemöller geht davon aus, dass aufgrund fehlender Verfassungs- und Verwaltungsstrukturen eine feste Terminplanung nicht möglich gewesen und der Ablauf des Hoftags maßgeblich von der Anwesenheit der Beratungsträger abhängig gewesen sei. Durch den Adventus, den Empfang Karls IV. durch die Vertreter der Stadt, wurde der Hoftag am 17. November zumindest kaiserlich eingeleitet. Nach dem Einzug in die 
Kathedrale wurde der Kaiser in seine symbolträchtige Unterkunft, den bischöflichen Palast, geführt.
Als Themen bezeichnet Gabriele Annas die Erneuerung des Bundes zwischen Karl IV. und König Johann II. von Frankreich, die Beratungen über die italienischen Streitigkeiten, die Belehnung des Herzogs Rudolf II., die Streitigkeiten über die Ausübung des Schwerträgeramts, die Erhebung Markgraf Wilhelms I. von Jülich zum Herzog, die Regelung verschiedener Angelegenheiten des Domkapitels von Verdun und die Verleihung des Kapitels 16 (Pfahlbürgergesetz) als Privileg an Abt Heinrich von Fulda.
Nicht alle Kurfürsten waren zu Beginn anwesend, darum konnten in den ersten drei Wochen keine Beschlüsse gefasst werden, auch Fragen der äußeren Politik wurden aufgrund des späten Eintreffens des Dauphins (der spätere König Karl V. von Frankreich) in dieser Zeit nicht diskutiert. Deswegen behandelte man in den ersten Wochen die Privilegien Ruprechts d. Ä. von der Pfalz, erstellte Willebriefe zugunsten der Krone Böhmens und bestätigte das große Aachen-Privileg Kaiser Karls des Großen. Vom 12. bis 22. Dezember konnte man sich in Anwesenheit aller Kurfürsten auf innere Verhandlungen konzentrieren. Hierzu gehörte die Bestätigung des Kurrechts des Königs von Böhmen durch alle Kurfürsten sowie die Verhandlung zur Landfriedens-  und Reichsrechtsproblematik im Bereich der Herzogtümer Lothringen und Bar. Das Eintreffen des Dauphins und der Kardinallegaten am 21./22. Dezember erlaubte die Ansetzung der Diskussion um französisch-deutsche Belange. Zentrale Punkte waren laut Hergemöller hierbei die Situation Frankreichs nach der Schlacht von Poitiers, die Konflikte zwischen dem Kaiser und der Kurie, die Organisation und Fixierung der kurfürstlichen Ehrendienste und die Fertigstellung, Promulgation und Ausfertigung der Ergänzungskapitel der Goldenen Bulle.
Der Weihnachtstag diente zur feierlichen Verkündung der Beschlüsse durch Karl IV. Hier wurden die niedergeschriebenen zeremoniellen Abläufe zum ersten Mal ausgeübt und somit rechtswirksam bestätigt. Während eines Festmahls am Ort Champ-à-Seille, heute der Coislin-Platz (place Coislin) in Metz, vergab Karl Reichslehen und verkündete öffentlich die Goldene Bulle. Nach diesem Höhepunkt löste sich der Hoftag durch die Abreise der auswärtigen Delegation langsam auf. Durch den Auszug des Kaisers am 7. Januar 1357 war der Hoftag inoffiziell seinem Ende entgegen gekommen.
Neben zahlreichen geistlichen und weltlichen Fürsten sowie Städteboten, wurde der Hoftag durch den Kardinallegaten Talleyrand von Pèrigord, den Bischof von Albano und den Dauphin Karl von Vienne, Herzog der Normandie, bereichert. Eine ausführliche Aufzählung der anwesenden Besucher und Gesandten gibt Gabriele Annas.

## Metzer Gesetzbuch
Das Metzer Gesetzbuch bildet mit den Kapiteln 24–31 den zweiten Teil der Goldenen Bulle. Nur Kapitel 27 und 30 wurden im Originaltext mit einer Überschrift versehen, die Trennung erfolgte durch Absätze. Die Einteilung in nummerierte Kapitel ist eine moderne Zählweise. Der Inhalt der einzelnen Kapitel kann trotzdem wie folgt durch eine Art Überschrift zusammengefasst dargestellt werden:
- 24. (Majestätsrecht der Kurfürsten)
- 25. (Erbfolge im Kurfürstentum)
- 26. (Träger der Insignien und Reichskleinodien)
- 27. Über die Ämter der Kurfürsten bei feierlichen Hoftagen (De officiis principum electorum in solempnibus curiis imperatorum vel regum Romanorum)
- 28. (Tischordnung für Kaiser, Kaiserin und Kurfürsten)
- 29. (Wahl- und Krönungsorte des deutschen Königs)
- 30. Über den Empfang der Lehen der Kurfürsten (De iuribus officialium, dum principes feuda sua ab imperatore vel rege Romanorum recipiunt)
- 31. (Erziehung der Kurfürstensöhne und Sprachunterricht in Deutsch, Lateinisch, Italienisch und Slawisch)[20]

Kapitel 24 bildet ein Schutzgesetz gegenüber König und Kurfürsten des Reiches. Danach werden Verbindungen gegen den König oder die Kurfürsten des Reiches mit dem Tode bestraft. Als Vorbild dieses Gesetzes gilt die lex Quisquis, die nur leicht modifiziert wurde, so dass anstelle der Senatoren die Kurfürsten stehen. Das zweite Kapitel des Metzer Gesetzbuchs, Kapitel 25, wird als Ergänzung und Erweiterung der Kapitel 7 und 20 des Nürnberger Gesetzbuchs gesehen und behandelt die Integrität der Kurterritorien. Eine inhaltliche Einheit bildeten die Kapitel 26–29, die sich mit den Förmlichkeiten von Hoftagen auseinandersetzen. Dies diente zunächst wohl als Grundlage für die zeremonielle Gestaltung des Metzer Hoftags. In Kapitel 26 wird auf den Festzug des kaiserlichen Paares eingegangen und die kurfürstlichen Träger der Reichskleinodien bestätigt. Die festliche Durchführung der kurfürstlichen Ehrenämter wird in Kapitel 27 festgehalten. Kapitel 28 führt die Sitzordnung eines feierlichen Hoftags auf. Somit wird nicht nur die Höhe der einzelnen Tische bestimmt, sondern auch der Gleichrangigkeit der Kurfürsten Sorge getragen, in dem diese sich nur gleichzeitig setzen dürfen. Als eines der wichtigsten gilt Kapitel 29, in diesem werden die Wahl- und Krönungsorte des deutschen Königs festgelegt:

„[…] daz eins Romischin konigis kure zů Frankinfurd in der stat geschehin sal, zů Ache gecronit werdin, sin irsten hof zů Nurmberg haltin.
[…] ut regis Romanorum futuri imperatoris in civitate Frankenfordie celebraretur electio et prima coronacio Aquisgrani et in opido Nuremberg prima sua regalis curia haberetur.“

Das vorletzte Kapitel beschäftigt sich mit der Lehenstaxe und den Lehenserneuerungen, die die Fürsten zahlen mussten. Im abschließenden Kapitel 31 bestimmt der König die sprachliche Erziehung der kurfürstlichen Erben und Nachfolger, welche vom siebten bis zum vierzehnten Lebensjahr in der lateinischen, deutschen, italienischen und tschechischen Sprache unterrichtet werden sollen, da diese die meist gesprochenen Sprachen des Reiches bildeten. Hergemöller skizziert die Metzer Kapitel als Erweiterung und Ergänzung der Nürnberger Texte, aufgrund inhaltlicher und sprachlicher Parallelen.

## Anekdotisches zum Festessen
Es ist überliefert, dass Karl IV beim Fest-Bankett anlässlich der Verkündung der goldenen Bulle am Ort des heutigen Place Coislin in Metz von den sieben Kurfürsten bedient wurde, die ihm die Speisen mit Pferden überbrachten. Dabei soll der Kaiser 3-mal den Kopfschmuck gewechselt haben, um sich nacheinander mit einer eisernen, silbernen und goldenen Krone zu zieren.
Gemäß der Metzer Chronik « de Praillon », wurde als Hauptgang ein ganzer Ochse am Spieß « nach Trojaner Art » verspeist. Bei diesem soll als Füllung ein ganzes Schwein verwendet worden sein, welches wiederum ein Schaf als Füllung hatte. Das Schaf war mit einer Gans gefüllt, und diese mit einer Wachtel, welche ein Ei als Füllung hatte!
Die Opulenz dieses üppigen Festmahls geht auch aus dem Gemälde « splendeur et richesse de la république messine » (Pracht und Reichtum der Metzer Republik) des Malers Auguste Migette (1802-1884) hervor.

## Bedeutung
Der Metzer Hoftag galt in der Forschungsliteratur lange Zeit als nebensächliches Ereignis. Hergemöller misst dem Geschehen jedoch einen hohen Stellenwert bei, in dem er das politische Eigengewicht der Versammlung heraushebt. Margue und Pauly betonen die Bedeutung der Stadt Metz als Schnittpunkt zwischen Karls Territorial- und Reichspolitik. Außerdem weisen sie auf die Bedeutung des Hoftags als ersten abgehaltenen Kurfürstentag nach den Regelungen der Goldenen Bulle hin.